# أوتوهيكو كيونو
أوتوهيكو كيونو (باليابانية: 清野 乙彦) (23 أبريل 1973 في كاناغاوا في اليابان – )؛ هو لاعب كرة قدم سابق كان يلعب كمدافع.

## وصلات خارجية
- أوتوهيكو كيونو على موقع رابطة كرة القدم اليابانية للمحترفين (اليابانية)